# Séminaire théologique juif de Breslau
Le séminaire théologique juif de Breslau, ou Jüdisch-Theologisches Seminar Fraenckel'sche Stiftung, est un séminaire pour le rabbinat et l'enseignement de la théologie du judaïsme. Il est fondé en 1854 et fermé en 1938 par le Parti nazi après la nuit de Cristal. Breslau est une ville en Prusse puis en Allemagne, renommé aujourd'hui Wrocław, en Pologne.

## Histoire
Le séminaire théologique juif de Breslau est fondé en 1854 d'après le legs de Jonas Fraenkel, banquier et homme d'affaires de la ville et est géré de manière indépendante par le Conseil d'Administration d'une fondation, la Kommerzienrath Fraenckel'schen Stiftungen. La création remonte à Abraham Geiger, qui propose en 1836 la création d'une faculté de théologie juive dans une université. Cependant, le premier directeur n'est pas Geiger, mais le grand rabbin conservateur de Dresde Zacharias Frankel, le fondateur du judaïsme positivo-historique. Après la mort de Fränkel, Leser Lazarus est directeur puis, après sa mort en 1879, les pouvoirs accordés au directeur sont transférés au personnel enseignant. Le maître de conférences en sciences talmudiques et en littérature rabbinique est le rabbin du séminaire, et il est le signataire unique du diplôme rabbinique, le Hattarat Hora'ah.
Avec l'ouverture du séminaire théologique juif, Breslau devient l'un des plus importants centres de la science juive en Europe. Le séminaire a offert une liberté de recherche sans restriction, mais basée sur les traditions du judaïsme traditionnel, que les enseignants et les élèves exigent.
Le séminaire est le premier séminaire rabbinique allemand. Il comprend à l'origine trois départements : un département rabbinique avec une formation de sept ans pour les étudiants avec une qualification d'entrée à l'université, un Cours de préparation pour les élèves ayant une maturité secondaire et un département de l'enseignement. Les deux derniers départements sont dissous dans les années 1880, la formation des enseignants reprend après la Première Guerre mondiale, lorsque le séminaire connaît une reprise. La partie la plus importante du séminaire est cependant le séminaire rabbinique, qui reste l'institution la plus importante pour l'éducation des rabbins en Europe jusqu'à la prise du pouvoir par les nazis en 1933.
Il sert également de modèle pour la construction d'universités juives (la Hochschule für die Wissenschaft des Judentums fondée à Berlin par Geiger en 1870) et d'autres séminaires (Budapest en 1877, l'Israelitisch-Theologische Lehranstalt à Vienne en 1883). Le Jewish Theological Seminary of America à New York, institution du judaïsme conservateur, se réfère également au séminaire de Breslau.
La bibliothèque du séminaire compte plus de 30 000 volumes ; le Monatsschrift für Geschichte und Wissenschaft des Judentums présente les recherches scientifiques et donne de la crédibilité au séminaire et paraît jusqu'en 1839.
En 1931, le gouvernement prussien autorise le séminaire à utiliser le suffixe « Collège de théologie juive ». Lors de la nuit de Cristal en novembre 1938, la bibliothèque et le séminaire sont pillés, l'école est contrainte à la fermeture. De nombreux étudiants sont amenés au camp de concentration de Buchenwald. Certaines activités sont poursuivies en clandestinité pendant un certain temps. Les deux derniers étudiants sont diplômés le 21 février 1939.

## Personnalités
Lehrer
Les rabbins du séminaire sont David Joel (1880–1882), Israel Lewy (1883–1917), Saul Horovitz (1917–1921), Michael Guttmann (1922–1934).
Chargés de cours : Jacob Bernays, Markus Brann, Zacharias Frankel, Jacob Freudenthal, Heinrich Graetz, Jakob Guttmann, Michael Guttmann, Isaak Heinemann, Manuel Joël, Guido Kisch, Albert Lewkowitz, Israel Lewy, Adolf Wolf Posnanski, Israel Rabin, David Rosin, Benedikt Zuckermann...
Élèves
Jusqu'à la fermeture en 1938, le séminaire compte plus de 700 étudiants, dont environ 250 reçoivent le diplôme rabbinique.
Wilhelm Bacher, Leo Baeck, Philipp Bloch, Hermann Cohen, Ismar Elbogen, Israel Finkelscherer, Ismar Freund, Max Grunwald, Moritz Güdemann, Jakob Guttmann, Julius Guttmann, Adolf Hepner, Salomon Kalischer, David Kaufmann, Alexander Kisch, Lesser Knoller Adolph Kohut, Alexander Kohut, Arthur Löwenstamm, Lazar Münz, Joseph Perles, Nathan Porges, Isaac Prager, Joachim Prinz, Paul Rieger, Lothar Rothschild, Adolf Schwarz, Siegfried Silberstein, Heinemann Vogelstein, Hermann Vogelstein, Albert Wolf, Samuel Löb Zitron, Moses Samuel Zuckermandel...

## Source, notes et références
- (de) Cet article est partiellement ou en totalité issu de l’article de Wikipédia en allemand intitulé « Jüdisch-Theologisches Seminar in Breslau » (voir la liste des auteurs).